# لورا تانی
لورا تانی (انگلیسی: Laura Teani؛ زادهٔ ۱۳ مارس ۱۹۹۱) ورزشکار واترپلو اهل ایتالیا است.
وی در مسابقات کشوری و بین‌المللی در مجموع برندهٔ ۱ مدال نقره، ۲ مدال برنز شده‌است.